# F
F är den sjätte bokstaven i det moderna latinska alfabetet.

## Betydelser

### Versalt F
- Förkortning för Teknisk fysik
- Länsbokstav för Jönköpings län.
- Förkortning för temperaturenheten Fahrenheit.
- Inom fysiken, beteckningen för kraft.
- Kemiskt tecken för grundämnet fluor. Se även periodiska systemet.
- Beteckning för farad, måttenheten som storheten kapacitans mäts i.
- Nationalitetsbeteckning för motorfordon från Frankrike.
- Symbol för talet 15 i det hexadecimala talsystemet.
- Inom bibliotekens klassifikationssystem SAB beteckning för språkvetenskap, se SAB:F.
- Tre olika svenska lok har haft littera F, Se F (lok).
- Segelmärke för Folkbåt.
- Söndagsbokstav för normalår som börjar en tisdag

### Gement f
- Beteckning för måttenhetsprefixet femto (10–15).
- Fjärde tonen i C-dur- och grundtonen i F-dur-skalan.
- Beteckningen för frekvens inom fysiken.

## Historia
Till det latinska alfabetet kom bokstaven F från den grekiska bokstaven digamma, som dock inte längre används i modern grekiska, sedan det ljud, som det representerade, "w", för länge sedan försvann ur det språket. Bokstaven gav dock upphov till flera bokstäver i det latinska alfabetet (se även U, V, W och Y). Grekerna hade i sin tur fått "digamma" från den feniciska bokstaven "waw", som ursprungligen föreställde en krok eller en klubba.

## Datateknik
I datorer lagras F samt förkomponerade bokstäver med F som bas och vissa andra varianter av F med följande kodpunkter:
| Unicode | Liten bokstav |                                     | Unicode | Stor bokstav |                                       | Används bl.a. i följande språk         |
| ------- | ------------- | ----------------------------------- | ------- | ------------ | ------------------------------------- | -------------------------------------- |
| U+0066  | f             | LATIN SMALL LETTER F                | U+0046  | F            | LATIN CAPITAL LETTER F                | de flesta där latinskt alfabet används |
| U+1DA0  | ᶠ             | MODIFIER LETTER SMALL F             |         |              |                                       |                                        |
| U+1E1F  | ḟ             | LATIN SMALL LETTER F WITH DOT ABOVE | U+1E1E  | Ḟ            | LATIN CAPITAL LETTER F WITH DOT ABOVE | äldre ortografi för klassisk gaeliska  |
| U+0192  | ƒ             | LATIN SMALL LETTER F WITH HOOK      | U+0191  | Ƒ            | LATIN CAPITAL LETTER F WITH HOOK      | ewe                                    |
| U+0444  | ф             | LATIN SMALL LETTER CYRILLIC EF      | U+0424  | Ф            | LATIN CAPITAL LETTER CYRILLIC EF      | dungan (alfabetet från 1928)           |

I ASCII-baserade kodningar lagras F med värdet 0x46 (hexadecimalt) och f med värdet 0x66 (hexadecimalt).
I EBCDIC-baserade kodningar lagras F med värdet 0xC6 (hexadecimalt) och f med värdet 0x86 (hexadecimalt).
Övriga varianter av F lagras med olika värden beroende på vilken kodning som används, om de alls kan representeras.